# Zembry (gromada)
Zembry – dawna gromada, czyli najmniejsza jednostka podziału terytorialnego Polskiej Rzeczypospolitej Ludowej w latach 1954–1972.
Gromady, z gromadzkimi radami narodowymi (GRN) jako organami władzy najniższego stopnia na wsi, funkcjonowały od reformy reorganizującej administrację wiejską przeprowadzonej jesienią 1954 do momentu ich zniesienia z dniem 1 stycznia 1973, tym samym wypierając organizację gminną w latach 1954–1972.
Gromadę Zembry z siedzibą GRN w Zembrach utworzono – jako jedną z 8759 gromad na obszarze Polski – w powiecie łukowskim w woj. lubelskim na mocy uchwały nr 13 WRN w Lublinie z dnia 5 października 1954. W skład jednostki weszły obszary dotychczasowych gromad Zembry, Zaolszynie, Mikłusy, Płudy i Maciejowice ze zniesionej gminy Trzebieszów w tymże powiecie. Dla gromady ustalono 13 członków gromadzkiej rady narodowej.
1 stycznia 1960 do gromady Zembry włączono obszar zniesionej gromady Wólka Konopna (wsie Wólka Konopna i Gołowierzchy) w tymże powiecie.
1 stycznia 1969 gromadę zniesiono, włączając jej obszar do gromad Nurzyna (wsie Gołowierzchy i Wólka Konopna) i Trzebieszów (wsie Mikłusy, Płudy, Zaolszynie, Zembry i Maciejowice) w tymże powiecie.